# Berdsk
Berdsk (ryska Бердск) är den näst största staden i Novosibirsk oblast, Ryssland. Folkmängden uppgick till 102 608 invånare i början av 2015.